# Tapestry (album)
Tapestry je studiové album americké skladatelky a zpěvačky Carole King. Album bylo mimořádně dobře přijato kritikou i posluchači. Získalo v roce 1972 čtyři ceny Grammy (nejlepší album, nejlepší nahrávka ("It's Too Late"), nejlepší píseň ("You've Got a Friend") a nejlepší zpěvačka populární hudby). Ve Spojených státech se prodalo 10 miliónů kusů (10x platinové album). V žebříčku časopisu Billboard drželo album první příčku nepřetržitě 15 týdnů (od 19. června do 1. října 1971).

## Seznam skladeb
| strana 1 | strana 1              | strana 1                 | strana 1 |
| Pořadí   | Název                 | Autor                    | Délka    |
| -------- | --------------------- | ------------------------ | -------- |
| 1.       | I Feel the Earth Move | Carole King              | 2:57     |
| 2.       | So Far Away           | Carole King              | 3:55     |
| 3.       | It's Too Late         | Carole King a Toni Stern | 3:51     |
| 4.       | Home Again            | Carole King              | 2:27     |
| 5.       | Beautiful             | Carole King              | 3:05     |
| 6.       | Way Over Yonder       | Carole King              | 4:42     |

| strana 2       | strana 2                                | strana 2                                 | strana 2 |
| Pořadí         | Název                                   | Autor                                    | Délka    |
| -------------- | --------------------------------------- | ---------------------------------------- | -------- |
| 7.             | You've Got a Friend                     | Carole King                              | 5:07     |
| 8.             | Where You Lead                          | Toni Stern a Carole King                 | 3:18     |
| 9.             | Will You Love Me Tomorrow?              | Gerry Goffin a Carole King               | 4:10     |
| 10.            | Smackwater Jack                         | Gerry Goffin a Carole King               | 3:39     |
| 11.            | Tapestry                                | Carole King                              | 3:11     |
| 12.            | (You Make Me Feel Like) A Natural Woman | Gerry Goffin, Carole King a Jerry Wexler | 3:47     |
| Celková délka: | Celková délka:                          | Celková délka:                           | 44:31    |

## Obsazení
- Carole King – klavír, klávesové nástroje, zpěv, doprovodný zpěv

- Curtis Amy – flétna, barytonsaxofon, sopránsaxofon, tenorsaxofon; smyčcové kvarteto
- Tim Powers – bicí
- David Campbell – violoncello, viola
- Merry Clayton – doprovodný zpěv
- Terry King – violoncello, tenorsaxofon, smyčcové kvarteto
- Danny "Kootch" Kortchmar – akustická kytara, konga, elektrická kytara, zpěv
- Russ Kunkel – bicí
- Charles "Charlie" Larkey – basová kytara, kontrabas, smyčcové kvarteto
- Joni Mitchell – doprovodný zpěv v písni "Will You Love Me Tomorrow?"
- Joel O'Brien – bicí
- Ralph Schuckett – elektrické piano
- Barry Socher – housle, tenorsaxofon, viola, smyčcové kvarteto
- Perry Steinberg – basová kytara, housle, tenorsaxofon, kontrabas
- James Taylor – akustická kytara, doprovodný zpěv
- Julia Tillman – doprovodný zpěv